# امباتومنا، انتسیراب ۲
امباتومنا، انتسیراب ۲ (به لاتین: Ambatomena, Antsirabe II) یک سکونتگاه مسکونی در ماداگاسکار است که در واکینانکاراترا واقع شده‌است.

## خصوصیات
امباتومنا ۱۹٬۰۰۰ نفر جمعیت دارد و ۱٬۷۳۴ متر بالاتر از سطح دریا واقع شده‌است.